# Bohouš Josef
Bohumil „Bohouš“ Josef (* 3. února 1962 Plzeň) je český zpěvák. Studoval na Střední zemědělské škole v Plzni a svou první skupinu založil v roce 1978 pod názvem Laser, v níž hrál na bicí a zpíval. Později působil v kapele Zrcadlo a následně odešel na vojnu. Dále byl členem skupiny General Bass, s níž vydal dva singly. V roce 1990 založil skupinu Burma Jones, která v roce 1993 vydala své první album. Počínaje rokem 1993 zpíval v muzikálu Jesus Christ Superstar. Později zpíval v dalších muzikálech a byl členem kapely Děda Mládek Illegal Band. Roku 2013 nazpíval duet s Lucií Vondráčkovou „Ještě dejchám“.
Z prvního manželství má dceru Terezu (* 1988). Z druhého manželství s Danou Jandovou, neteří zpěváka Petra Jandy, má syna Tomáše (* 2003).
Dne 3. června 2017 se po 4 letech potřetí oženil, vzal si svou dlouholetou partnerku Alenu Wicerzykovou (* 1969).
Je také členem týmu Real TOP Praha, v jehož dresu se zúčastňuje charitativních zápasů a akcí.